# 63. Międzynarodowy Festiwal Filmowy w Wenecji
63. Międzynarodowy Festiwal Filmowy w Wenecji odbył się w dniach 30 sierpnia − 9 września 2006 roku. Imprezę otworzył pokaz amerykańskiego filmu Czarna Dalia w reżyserii Briana De Palmy. W konkursie głównym zaprezentowano 22 filmy pochodzące z 14 różnych krajów.
Jury pod przewodnictwem francuskiej aktorki Catherine Deneuve przyznało nagrodę główną festiwalu, Złotego Lwa, chińskiemu filmowi Martwa natura w reżyserii Jia Zhangkego. Drugą nagrodę w konkursie głównym, Nagrodę Specjalną Jury, przyznano czadyjskiemu filmowi Susza w reżyserii Mahamata Saleh Harouna.
Honorowego Złotego Lwa za całokształt twórczości odebrał amerykański reżyser David Lynch. Galę otwarcia i zamknięcia festiwalu prowadziła włoska aktorka Isabella Ferrari.

## Członkowie jury

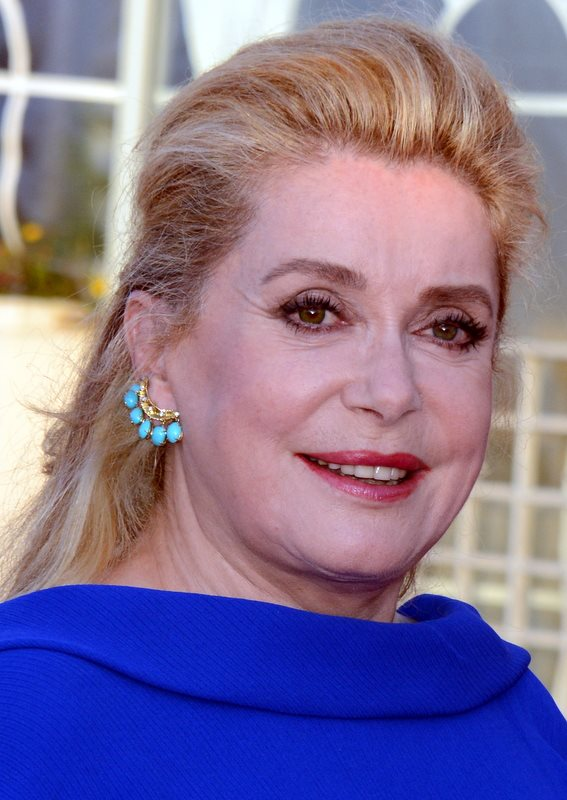
Przewodnicząca jury konkursu głównego Catherine Deneuve.

### Konkurs główny
- Catherine Deneuve, francuska aktorka − przewodnicząca jury[8][9]
- Paulo Branco, portugalski producent filmowy
- Czułpan Chamatowa, rosyjska aktorka
- Park Chan-wook, południowokoreański reżyser
- Cameron Crowe, amerykański reżyser
- Bigas Luna, hiszpański reżyser
- Michele Placido, włoski aktor i reżyser

### Sekcja „Horyzonty”
- Philip Gröning, niemiecki reżyser − przewodniczący jury
- Carlo Carlei, włoski reżyser
- Giuseppe Genna, włoski pisarz
- Keiko Kusakabe, japońska producentka filmowa
- Yousry Nasrallah, egipski reżyser

### Nagroda im. Luigiego De Laurentiisa
- Paula Wagner(inne języki), amerykańska producentka filmowa − przewodnicząca jury
- Guillermo del Toro, meksykański reżyser
- Mohsen Makhmalbaf, irański reżyser
- Andriej Płachow, rosyjski krytyk filmowy
- Stefania Rocca, włoska aktorka

## Selekcja oficjalna

### Otwarcie i zamknięcie festiwalu
|             | Tytuł        | Reżyseria      | Kraj produkcji    |
| ----------- | ------------ | -------------- | ----------------- |
| Otwierający | Czarna Dalia | Brian De Palma | Stany Zjednoczone |
| Zamykający  | Wyspa        | Pawieł Łungin  | Rosja             |

### Konkurs główny
Następujące filmy zostały wyselekcjonowane do udziału w konkursie głównym o Złotego Lwa:
| Tytuł polski                          | Tytuł oryginalny        | Reżyseria                           | Kraj produkcji    |
| ------------------------------------- | ----------------------- | ----------------------------------- | ----------------- |
| Czarna Dalia                          | The Black Dahlia        | Brian De Palma                      | Stany Zjednoczone |
| Bobby                                 | Bobby                   | Emilio Estevez                      | Stany Zjednoczone |
| Ludzkie dzieci                        | Children of Men         | Alfonso Cuarón                      | Wielka Brytania   |
| Prywatne lęki w miejscach publicznych | Cœurs                   | Alain Resnais                       | Francja           |
| Susza                                 | دارات Daratt            | Mahamat Saleh Haroun                | Czad              |
| Euforia                               | Эйфория Ejforija        | Iwan Wyrypajew                      | Rosja             |
| Upadek                                | Fallen                  | Barbara Albert                      | Austria           |
| Wygnani                               | 放‧逐 Fong juk          | Johnnie To                          | Hongkong          |
| Źródło                                | The Fountain            | Darren Aronofsky                    | Stany Zjednoczone |
| Nie chcę spać sam                     | 黑眼圈 Hei yan quan     | Tsai Ming-liang                     | Tajwan            |
| Hollywoodland                         | Hollywoodland           | Allen Coulter                       | Stany Zjednoczone |
| Nietykalny                            | L'intouchable           | Benoît Jacquot                      | Francja           |
| Mushishi                              | 蟲師 Mushishi           | Katsuhiro Ōtomo                     | Japonia           |
| Własność prywatna                     | Nue propriété           | Joachim Lafosse                     | Belgia            |
| Złote wrota                           | Nuovomondo              | Emanuele Crialese                   | Włochy            |
| Paprika                               | パプリカ Papurika       | Satoshi Kon                         | Japonia           |
| Królowa                               | The Queen               | Stephen Frears                      | Wielka Brytania   |
| Quei loro incontri                    | Quei loro incontri      | Jean-Marie Straub i Danièle Huillet | Włochy            |
| Światło stulecia                      | แสงศตวรรษ Sang sattawat | Apichatpong Weerasethakul           | Tajlandia         |
| Martwa natura                         | 三峡好人 Sanxia haoren  | Jia Zhangke                         | Chiny             |
| Zagubiona gwiazda                     | La stella che non c'è   | Gianni Amelio                       | Włochy            |
| Czarna księga                         | Zwartboek               | Paul Verhoeven                      | Holandia          |

### Pokazy pozakonkursowe
Następujące filmy zostały wyświetlone na festiwalu w ramach pokazów pozakonkursowych i specjalnych:
| Tytuł polski              | Tytuł oryginalny                              | Reżyseria          | Kraj produkcji    |
| ------------------------- | --------------------------------------------- | ------------------ | ----------------- |
| Masz jeszcze jabłko?      | باز هم سیب داری؟ Baz ham sib dari?            | Bayram Fazli       | Iran              |
| Zawsze piękna             | Belle toujours                                | Manoel de Oliveira | Francja           |
| Niania w akcji            | 寶貝計劃 Bo bui gai wak                       | Benny Chan         | Hongkong          |
| Diabeł ubiera się u Prady | The Devil Wears Prada                         | David Frankel      | Stany Zjednoczone |
| Opowieści z Ziemiomorza   | ゲド戦記 Gedo senki                           | Gorō Miyazaki      | Japonia           |
| Inland Empire             | Inland Empire                                 | David Lynch        | Stany Zjednoczone |
| Miasto przemocy           | 짝패 Jjakpae                                  | Ryoo Seung-wan     | Korea Południowa  |
| Listy z Sahary            | Lettere dal Sahara                            | Vittorio De Seta   | Włochy            |
| Czarodziejski flet        | The Magic Flute                               | Kenneth Branagh    | Wielka Brytania   |
| Wyspa                     | Остров Ostrow                                 | Pawieł Łungin      | Rosja             |
| Apartament                | Películas para no dormir: Para entrar a vivir | Jaume Balagueró    | Hiszpania         |
| Kilka dni września        | Quelques jours en septembre                   | Santiago Amigorena | Francja           |
| Kara                      | 叫 Sakebi                                     | Kiyoshi Kurosawa   | Japonia           |
| Letnia miłość             | Summer Love                                   | Piotr Uklański     | Polska            |
| Kult                      | The Wicker Man                                | Neil LaBute        | Stany Zjednoczone |
| World Trade Center        | World Trade Center                            | Oliver Stone       | Stany Zjednoczone |
| Banquet: 100 dni cesarza  | 夜宴 Ye yan                                   | Feng Xiaogang      | Chiny             |

### Sekcja „Horyzonty”
Następujące filmy zostały wyświetlone na festiwalu w ramach sekcji „Horyzonty”:

#### Filmy fabularne
| Tytuł polski                            | Tytuł oryginalny                                                           | Reżyseria                     | Kraj produkcji    |
| --------------------------------------- | -------------------------------------------------------------------------- | ----------------------------- | ----------------- |
| To ja przynoszę kwiaty na jej grób      | أنا الشخص الذي يجلب الزهور إلى قبرها Ana alati tahmol azouhour ila qabriha | Hala Abdallah i Ammar Al Beik | Syria             |
| Suely w niebie                          | O Céu de Suely                                                             | Karim Aïnouz                  | Brazylia          |
| El cobrador: In God We Trust            | Cobrador: In God We Trust                                                  | Paul Leduc                    | Meksyk            |
| Heimat-Fragmente: Die Frauen            | Heimat-Fragmente: Die Frauen                                               | Edgar Reitz                   | Niemcy            |
| The Hottest State                       | The Hottest State                                                          | Ethan Hawke                   | Stany Zjednoczone |
| Bez skrupułów                           | Infamous                                                                   | Douglas McGrath               | Stany Zjednoczone |
| Świerszcze                              | こおろぎ Kôrogi                                                            | Shinji Aoyama                 | Japonia           |
| Ostatnia podróż sędziego Fenga          | 马背上的法庭 Ma bei shang de fa ting                                       | Liu Jie                       | Chiny             |
| Nie planuj nic na dziś wieczór          | Non prendere impegni stasera                                               | Gianluca Maria Tavarelli      | Włochy            |
| Opera Jawa                              | Opera Jawa                                                                 | Garin Nugroho                 | Indonezja         |
| Kichot                                  | Quijote                                                                    | Mimmo Paladino                | Włochy            |
| Roma wa la n'touma                      | روما ولا نتوما Roma wa la n'touma                                          | Tariq Teguia                  | Algieria          |
| Dryfowanie                              | Свободное плавание Swobodnoje pławanije                                    | Boris Chlebnikow              | Rosja             |
| Amazing Lives of the Fast Food Grifters | 立喰師列伝 Tachiguishi retsuden                                            | Mamoru Oshii                  | Japonia           |
| Deszczowe psy                           | 太阳雨 Tai yang yue                                                        | Ho Yuhang                     | Hongkong          |

#### Filmy dokumentalne
| Tytuł polski                                        | Tytuł oryginalny                              | Reżyseria                    | Kraj produkcji    |
| --------------------------------------------------- | --------------------------------------------- | ---------------------------- | ----------------- |
| Bellissime 2                                        | Bellissime 2                                  | Giovanna Gagliardo           | Włochy            |
| Dong                                                | 东 Dong                                       | Jia Zhangke                  | Chiny             |
| Ameryka kontra John Lennon                          | The U.S. vs. John Lennon                      | David Leaf i John Scheinfeld | Stany Zjednoczone |
| Kiedy puściły wały: Requiem w 4 aktach (miniserial) | When the Levees Broke: A Requiem in Four Acts | Spike Lee                    | Stany Zjednoczone |

## Laureaci nagród

### Konkurs główny
Złoty Lew
- Martwa natura, reż. Jia Zhangke

Nagroda Specjalna Jury
- Susza, reż. Mahamat Saleh Haroun

Srebrny Lew dla najlepszego reżysera
- Alain Resnais − Prywatne lęki w miejscach publicznych

Srebrny Lew za odkrycie festiwalu
- Złote wrota, reż. Emanuele Crialese

Puchar Volpiego dla najlepszej aktorki
- Helen Mirren − Królowa

Puchar Volpiego dla najlepszego aktora
- Ben Affleck − Hollywoodland

Złota Osella za najlepszy scenariusz
- Peter Morgan − Królowa

Złota Osella za wybitne osiągnięcie techniczne
- Emmanuel Lubezki za zdjęcia do filmu Ludzkie dzieci

Nagroda im. Marcello Mastroianniego dla początkującego aktora lub aktorki
- Isild Le Besco − Nietykalny

Specjalny Lew za dorobek artystyczny
- Jean-Marie Straub i Danièle Huillet

### Sekcja „Horyzonty”
Nagroda Główna za najlepszy film fabularny
- Ostatnia podróż sędziego Fenga, reż. Liu Jie

Nagroda Główna za najlepszy film dokumentalny
- Kiedy puściły wały: Requiem w 4 aktach, reż. Spike Lee

### Wybrane pozostałe nagrody
Nagroda im. Luigiego De Laurentiisa za najlepszy debiut reżyserski
- Khadak, reż. Peter Brosens i Jessica Woodworth
  - Wyróżnienie Specjalne:  7 lat, reż. Jean-Pascal Hattu

Srebrny Lew za najlepszy film krótkometrażowy w sekcji „Corto Cortissimo”
- Comment on freine dans une descente?, reż. Alix Delaporte
  - Wyróżnienie Specjalne:  Tylko dla dorosłych, reż. Yeo Joon Han

Nagroda Główna w sekcji „Międzynarodowy Tydzień Krytyki”
- Wszyscy twoi święci, reż. Dito Montiel

Nagroda Label Europa Cinemas dla najlepszego filmu europejskiego
- GranatowyPrawieCzarny, reż. Daniel Sánchez Arévalo

Nagroda FIPRESCI
- Konkurs główny:  Królowa, reż. Stephen Frears
- Sekcja „Horyzonty”:  Kiedy puściły wały: Requiem w 4 aktach, reż. Spike Lee

Nagroda im. Francesco Pasinettiego (SNGCI – Narodowego Stowarzyszenia Włoskich Krytyków Filmowych)
- Najlepszy włoski film:  Złote wrota, reż. Emanuele Crialese
- Najlepszy włoski aktor:  Sergio Castellitto − Zagubiona gwiazda
- Najlepsza włoska aktorka:  Laura Morante − Prywatne lęki w miejscach publicznych

Nagroda SIGNIS (Międzynarodowej Organizacji Mediów Katolickich)
- Złote wrota, reż. Emanuele Crialese
  - Wyróżnienie Specjalne:  Susza, reż. Mahamat Saleh Haroun /  Własność prywatna, reż. Joachim Lafosse

Nagroda UNICEF-u
- Złote wrota, reż. Emanuele Crialese

Nagroda UNESCO
- Susza, reż. Mahamat Saleh Haroun

Honorowy Złoty Lew za całokształt twórczości
- David Lynch